# Auriébat
Auriébat ist eine französische Gemeinde mit 239 Einwohnern (Stand 1. Januar 2022) im Département Hautes-Pyrénées in der Region Okzitanien. Sie gehört zum Kanton Val d’Adour-Rustan-Madiranais und zum Arrondissement Tarbes. Das Gemeindegebiet wird vom Canal d’Alaric, einem Seitenkanal des Adour durchquert. An der östlichen Gemeindegrenze verläuft das Flüsschen Larté, ein Nebenfluss des Arros.
Nachbargemeinden sind Labatut-Rivière im Nordwesten, Armentieux im Norden, Marciac im Nordosten, Saint-Justin im Osten, Sauveterre im Süden, Maubourguet im Südwesten und Estirac im Westen.

## Bevölkerungsentwicklung
| Jahr                       | 1962 | 1968 | 1975 | 1982 | 1990 | 1999 | 2008 | 2016 |
| -------------------------- | ---- | ---- | ---- | ---- | ---- | ---- | ---- | ---- |
| Einwohner                  | 360  | 312  | 262  | 270  | 257  | 290  | 291  | 249  |
| Quellen: Cassini und INSEE |      |      |      |      |      |      |      |      |

## Sehenswürdigkeiten
- Kirche La Nativité-de-la-Sainte-Vierge, Monument historique seit 1914